# Ty, le tigre de Tasmanie 2 : Opération Sauvetage
Ty, le tigre de Tasmanie 2 : Opération Sauvetage (Ty the Tasmanian Tiger 2: Bush Rescue) est un jeu vidéo de plates-formes développé par Krome Studios et édité par Electronic Arts, sorti en 2004 sur GameCube, PlayStation 2, Xbox et Game Boy Advance.

Le jeu est disponible sur le store de la Nintendo Switch depuis le 31 mars 2021.

## Accueil
- Jeuxvideo.com : 10/20[1] - 13/20 (GBA)[2]